# 格赖萨
格赖萨（法語：Grayssas）是法国洛特-加龙省的一个市镇，属于阿让区（Agen）皮米罗勒县（Puymirol）。该市镇总面积9.37平方公里，2009年时的人口为126人。

## 人口
格赖萨人口变化图示